# Marathon van Londen 1991
De Londen Marathon 1991 werd gelopen op zondag 21 april 1991. Het was de elfde editie van deze marathon. 
De Rus Yakov Tolstikov finishte als eerste bij de mannen in 2:09.17. De Portugese Rosa Mota zegevierde bij de vrouwen in 2:26.14.
De wedstrijd was voor de Belgische atleten meteen ook het Belgische kampioenschap marathon. Bij de mannen won Peter Daenens de titel, hij kwam in de totaaluitslag door als 28e met een tijd van 2:13.16. Bij de vrouwen won Christel Rogiers vlak voor Ria Van Landeghem, zij werden 16e en 17e met tijden van 2:33.41 en 2:33.49.

## Uitslagen

### Mannen
| rang   | naam                 | land | tijd    |
| ------ | -------------------- | ---- | ------- |
| Goud   | Yakov Tolstikov      | RUS  | 2:09.17 |
| Zilver | Manuel Matias        | POR  | 2:10.21 |
| Brons  | Jan Huruk            | POL  | 2:10.21 |
| 4      | David Long           | ENG  | 2:10.30 |
| 5      | Joaquim Pinheiro     | POR  | 2:10.38 |
| 6      | Alfredo Shahanga     | TAN  | 2:11.20 |
| 7      | Stephen Brace        | WAL  | 2:11.45 |
| 8      | Peter Maher          | IRL  | 2:11.46 |
| 9      | Jean-Luc Assemat     | FRA  | 2:11.49 |
| 10     | Salvatore Bettiol    | ITA  | 2:11.53 |
| 11     | Konrad Dobler        | GER  | 2:11.57 |
| 12     | Jose Esteban Montiel | ESP  | 2:11.59 |
| 13     | Tekeye Gebrselassie  | ETH  | 2:12.05 |
| 14     | Alessio Faustini     | ITA  | 2:12.12 |
| 15     | Marco Gozzano        | ITA  | 2:12.26 |
| 16     | David Buzza          | ENG  | 2:12.37 |
| 17     | Isidro Rico          | MEX  | 2:12.38 |
| 18     | Slawomir Gurny       | POL  | 2:12.39 |
| 19     | Marcelino Crisanto   | MEX  | 2:12.42 |
| 20     | Hugh Jones           | ENG  | 2:12.46 |
| 21     | Carlos Ayala         | MEX  | 2:12.51 |
| 22     | Luis Soares          | FRA  | 2:12.53 |
| 23     | Diego García         | ESP  | 2:12.54 |
| 24     | Pascal Zilliox       | FRA  | 2:12.59 |
| 25     | Belayneh Tadesse     | ETH  | 2:13.09 |
| 26     | Wieslaw Perszke      | POL  | 2:13.12 |
| 27     | Takeshi So           | JPN  | 2:13.15 |
| 28     | Peter Daenens        | BEL  | 2:13.16 |
| 29     | Vicente Anton        | ESP  | 2:13.38 |
| 30     | Sam Carey            | ENG  | 2:13.54 |
| 31     | Jose Carlos daSilva  | BRA  | 2:14.11 |
| 32     | Allister Hutton      | SCO  | 2:14.13 |
| 33     | Mohamed Salmi        | ALG  | 2:14.20 |

### Vrouwen
| rang   | naam                  | land | tijd    |
| ------ | --------------------- | ---- | ------- |
| Goud   | Rosa Mota             | POR  | 2:26.14 |
| Zilver | Francie Larrieu       | USA  | 2:27.35 |
| Brons  | Valentina Jegorova    | RUS  | 2:28.18 |
| 4      | Katrin Dörre          | GER  | 2:28.57 |
| 5      | Maria Rebelo          | FRA  | 2:29.04 |
| 6      | Renata Kokowska       | POL  | 2:30.12 |
| 7      | Ramilja Boerangoelova | RUS  | 2:30.41 |
| 8      | Naomi Watanabe        | JPN  | 2:31.23 |
| 9      | Tatyana Zuyeva        | MDA  | 2:31.23 |
| 10     | Anna Villani          | ITA  | 2:31.26 |
| 11     | Irina Bogacheva       | KGZ  | 2:31.35 |
| 12     | Antonella Bizioli     | ITA  | 2:32.30 |
| 13     | Laura Fogli           | ITA  | 2:32.41 |
| 14     | Mari Tanigawa         | JPN  | 2:33.16 |
| 15     | Sissel Grottenberg    | NOR  | 2:33.21 |
| 16     | Christel Rogiers      | BEL  | 2:33.41 |
| 17     | Ria Van Landeghem     | BEL  | 2:33.49 |
| 18     | Joy Smith             | USA  | 2:34.20 |
| 19     | Mary O'Connor         | NZL  | 2:34.31 |
| 20     | Sally Ellis           | ENG  | 2:34.42 |
| 21     | Veronique Marot       | ENG  | 2:34.46 |
| 22     | Françoise Bonnet      | FRA  | 2:34.49 |
| 23     | Izabela Zatorska      | POL  | 2:34.55 |
| 24     | Marie-Helene Ohier    | FRA  | 2:34.59 |
| 25     | Kerstin Pressler      | GER  | 2:35.09 |
| 26     | Sally Eastall         | ENG  | 2:36.19 |
| 27     | Anna Rybicka          | POL  | 2:36.41 |
| 28     | Birgit Jerschabek     | GER  | 2:36.48 |
| 29     | Jocelyne Villeton     | FRA  | 2:37.04 |
| 30     | Dominique Rembert     | FRA  | 2:37.05 |
| 31     | Lidia Camberg         | POL  | 2:37.13 |
| 32     | Terry Adams           | SUI  | 2:37.32 |
| 33     | Sylvie Laville        | FRA  | 2:37.51 |

1981 ·
1982 ·
1983 ·
1984 ·
1985 ·
1986 ·
1987 ·
1988 ·
1989 ·
1990 ·
1991 ·
1992 ·
1993 ·
1994 ·
1995 ·
1996 ·
1997 ·
1998 ·
1999 ·
2000 ·
2001 ·
2002 ·
2003 ·
2004 ·
2005 ·
2006 ·
2007 ·
2008 ·
2009 ·
2010 ·
2011 ·
2012 ·
2013 ·
2014 ·
2015 ·
2016 ·
2017